# L'Orteil de Vichnou
 (juin 2025).
Motif : Absence de sources
- Archive Wikiwix
- Bing
- Cairn
- DuckDuckGo
- E. Universalis
- Gallica
- Google
- G. Books
- G. News
- G. Scholar
- Persée
- Qwant
- (zh) Baidu
- (ru) Yandex
- (wd) trouver des œuvres sur Wikidata

| 1. | Préciser le motif de la pose du bandeau. | Précisez le motif de la pose du bandeau en utilisant la syntaxe suivante : {{admissibilité à vérifier\|date=juin 2025\|motif=remplacez ce texte par le motif}}                           |
| 2. | Informer les utilisateurs concernés.     | Pensez à avertir le créateur de l'article, par exemple, en insérant le code ci-dessous sur sa page de discussion : {{subst:avertissement admissibilité à vérifier\|L'Orteil de Vichnou}} |

L'Orteil de Vichnou est une histoire de la série Max l'explorateur de Guy Bara et Maurice Rosy. Elle est publiée pour la première fois du no 1407 au no 1428 du journal Spirou.

## Univers

### Synopsis
Max est un explorateur qui parcourt les diverses jungles à la recherche de civilisations perdues. Dans cet album, il rencontre le personnage l'Orteil de Vichnou qui vit entre une stalagmite et une stalactite.